# Microstato (fisica)
In meccanica statistica, un microstato, o stato microscopico, di un sistema termodinamico è una specifica e dettagliata configurazione assunta dal sistema durante le sue fluttuazioni termiche.
Se si considera un sistema composto da N particelle, lo stato microscopico di tale sistema è completamente definito da 6N variabili: le 3N componenti della posizione (x, y, z) e le 3N componenti dell'impulso ({\displaystyle p_{x}}, {\displaystyle p_{y}}, {\displaystyle p_{z}}).
Quando N è molto grande (dell'ordine di grandezza del numero di Avogadro) il problema della definizione dello stato non si può affrontare dal punto di vista della meccanica classica ma dal punto di vista della meccanica statistica.
Il concetto di microstato si antepone a quello di macrostato di un sistema, che fa riferimento alle proprietà macroscopiche, come la temperatura e la pressione, ed è caratterizzato da una distribuzione di probabilità su un certo insieme di microstati, che descrive la probabilità di trovare il sistema in un certo microstato.
Il sistema fluttua tra molti microstati diversi, tali fluttuazioni diventano sempre meno probabili mano a mano che il sistema si fa più grande: il limite termodinamico comporta che i microstati visitati da un sistema durante le sue fluttuazioni abbiano le stesse proprietà macroscopiche.

## Definizioni microscopiche di concetti termodinamici
Le definizioni delle grandezze termodinamiche fondamentali collegano le proprietà termodinamiche di un sistema alla distribuzione sui suoi insiemi di microstati. Tali definizioni, riportate di seguito, sono valide anche in sistemi molto lontani dall'equilibrio termodinamico.
Un sistema è distribuito su un insieme di N microstati, {\displaystyle p_{i}} è la probabilità associata al microstato i, e {\displaystyle E_{i}} è la sua energia. Si pone che i microstati formino un insieme discreto, ed {\displaystyle E_{i}} è un livello energetico del sistema.

### Energia interna
L'energia interna è la media dell'energia del sistema
{\displaystyle U=\langle E\rangle =\sum _{i=1}^{N}p_{i}\,E_{i}}
Questa definizione è la traduzione del primo principio della termodinamica.

### Entropia
L'entropia assoluta dipende esclusivamente dalla probabilità dei microstati. La sua definizione è la seguente:
{\displaystyle S=-k_{B}\,\sum _{i=1}^{N}p_{i}\log(p_{i})},
dove {\displaystyle k_{B}} è la costante di Boltzmann
Il comportamento dell'entropia è in accordo col secondo principio della termodinamica. Anche il terzo principio della termodinamica riguarda questa definizione, dal momento che un'entropia assoluta di 0 significa che tutti i macrostati del sistema si riducono ad un singolo microstato.

### Calore e lavoro
Il lavoro è l'energia trasferita associata all'effetto di un'azione macroscopica e ordinata sul sistema. Non è possibile causare un salto nel livello energetico di un componente microscopico di un sistema come effetto diretto del lavoro, ma è possibile cambiare l'energia del livello energetico del sistema.
D'altra parte il calore è l'energia trasferita associata con un'azione microscopica e disordinata sul sistema, associato a salti nei livelli energetici per i componenti microscopici del sistema.
Le definizioni microscopiche di calore e lavoro sono le seguenti:
{\displaystyle \delta W=\sum _{i=1}^{N}p_{i}\,dE_{i}}
{\displaystyle \delta Q=\sum _{i=1}^{N}E_{i}\,dp_{i}}
così che
{\displaystyle ~dU=\delta W+\delta Q}
Attenzione: le due definizioni precedenti di calore e lavoro sono tra le poche espressioni della meccanica statistica dove la somma corrispondente al caso quantistico non può essere convertita in un integrale nel limite classico di un continuum di microstati. Il motivo è che i microstati classici spesso non sono definiti in relazione ad un preciso microstato quantistico associato, il che significa che quando il lavoro cambia l'energia associata al livello energetico del sistema, l'energia dei microstati classici non segue questo cambiamento.